# Funaria maireana
Funaria maireana är en bladmossart som beskrevs av Coppey 1908. Funaria maireana ingår i släktet spåmossor, och familjen Funariaceae. Inga underarter finns listade i Catalogue of Life.